# Plantilles de la Copa d'Àfrica de Nacions 1992
Plantilles oficials de les seleccions classificades per la fase final de la Copa d'Àfrica de Nacions 1992 del Senegal. Cada selecció pot inscriure 22 jugadors. Els equips participants són (cliqueu sobre el país per accedir a la plantilla):
| Equips participants | Equips participants | Equips participants | Equips participants |
| ------------------- | ------------------- | ------------------- | ------------------- |
| Algèria             | Camerun             | Congo               | Costa d'Ivori       |
| Egipte              | Ghana               | Kenya               | Marroc              |
| Nigèria             | Senegal             | Zaire               | Zàmbia              |

## Grup A

### Nigèria
| #    | Nom                | Posició     | Edat | P. Sel. | Club                  |
| ---- | ------------------ | ----------- | ---- | ------- | --------------------- |
|      | David Ngodigha     | Porter      | 29   |         | ACB Lagos             |
|      | Alloysius Agu      | Porter      | 24   |         | MVV Maastricht        |
|      | Ike Shorunmu       | Porter      | 24   |         | Stationery Stores     |
|      | Reuben Agboola     | Defensa     | 29   |         | Swansea City A.F.C.   |
|      | Abdul Aminu        | Defensa     |      |         |                       |
|      | Ajibade Babalade   | Defensa     | 30   |         | Shooting Stars Ibadan |
|      | Augustine Eguavoen | Defensa     | 26   |         | K.V. Kortrijk         |
|      | Stephen Keshi      | Defensa     | 29   |         | RC Strasbourg         |
|      | Uche Okechukwu     | Defensa     | 24   |         | Brøndby               |
|      | Nduka Ugbade       | Defensa     | 22   |         | CD Castellón          |
|      | Emeka Ezeugo       | Defensa     | 26   |         | Lyngby Boldklub       |
|      | Mutiu Adepoju      | Migcampista | 21   |         | Reial Madrid Castella |
|      | Friday Ekpo        | Migcampista |      |         | Shell FC              |
|      | Finidi George      | Migcampista | 20   |         | Calabar Rovers        |
|      | Ene Okon           | Migcampista | 22   |         | Calabar Rovers        |
|      | Thompson Oliha     | Migcampista | 23   |         | Iwuanyanwu Nationale  |
|      | Jonathan Akpoborie | Davanter    | 23   |         | 1. FC Saarbrücken     |
|      | Dotun Alatishe     | Davanter    |      |         | Shooting Stars Ibadan |
|      | Friday Elaho       | Davanter    | 24   |         | Brøndby               |
|      | Victor Ikpeba      | Davanter    | 18   |         | R.F.C. de Liège       |
|      | Samson Siasia      | Davanter    | 24   |         | K.S.C. Lokeren        |
|      | Rashidi Yekini     | Davanter    | 28   |         | Vitoria Setubal       |
| Ent. | Clemens Westerhof  |             |      |         |                       |

### Senegal
| #    | Nom                   | Posició     | Edat | P. Sel. | Club                 |
| ---- | --------------------- | ----------- | ---- | ------- | -------------------- |
|      | Khadim Faye           | Porter      | 21   |         | ASC Diaraf           |
|      | Mamadou Salla         | Porter      |      |         | ASC Jeanne d'Arc     |
|      | Cheikh Seck           | Porter      | 33   |         | Esperánce            |
|      | Mamadou Mariem Diallo | Defensa     | 24   |         | Port Autonome        |
|      | Adolphe Mendy         | Defensa     | 31   |         | ASC Jeanne d'Arc     |
|      | Jean Mendy            | Defensa     |      |         | ASC Diaraf           |
|      | Roger Mendy           | Defensa     | 31   |         | AS Monaco FC         |
|      | Ibrahima N'Diaye      | Defensa     | 27   |         | Etoile du Sahel      |
|      | Mamadou Teuw          | Defensa     | 32   |         | R. Charleroi S.C.    |
|      | Adama Cissé           | Migcampista | 24   |         | ASC Diaraf           |
|      | Malick Fall           | Migcampista | 23   |         | Angers SCO           |
|      | Oumar Gueye Sène      | Migcampista | 32   |         | Paris SG             |
|      | Aly Male              | Migcampista | 21   |         | ASC Jeanne d'Arc     |
|      | Lamine N'Diaye        | Migcampista | 35   |         | FC Mulhouse          |
|      | Lamine Sagna          | Migcampista | 22   |         | ASC Diaraf           |
|      | Jules Bocandé         | Davanter    | 33   |         | RC Lens              |
|      | Victor Diagne         | Davanter    | 20   |         | ASC Diaraf           |
|      | Mamadou Diarra        | Davanter    | 21   |         | Port Autonome        |
|      | Alboury Lah           | Davanter    | 25   |         | LB Châteauroux       |
|      | Moussa N'Daw          | Davanter    | 23   |         | Wydad Casablanca     |
|      | Souleymane Sané       | Davanter    | 30   |         | SG Wattenscheid 09   |
|      | Thierno Youm          | Davanter    | 31   |         | FC Nantes Atlantique |
| Ent. | Claude Le Roy         |             |      |         |                      |

### Kenya
| #    | Nom              | Posició     | Edat | P. Sel. | Club                  |
| ---- | ---------------- | ----------- | ---- | ------- | --------------------- |
|      | John Busolo      | Porter      |      |         | AFC Leopards          |
|      | Charles Bwire    | Porter      |      |         | AFC Leopards          |
|      | Kenneth Kenyatta | Porter      |      |         | a l'Illa de la Reunió |
|      | Tobias Ochulla   | Defensa     |      |         | Gor Mahia             |
|      | Francis Oduor    | Defensa     |      |         | Kisumu Postal         |
|      | Terry Onyango    | Defensa     |      |         | Tusker FC             |
|      | Vitalis Owour    | Defensa     |      |         | Oman                  |
|      | George Sunguti   | Defensa     |      |         | AFC Leopards          |
|      | Micky Weche      | Defensa     |      |         | Oman                  |
|      | John Lukoye      | Migcampista |      |         | Oman                  |
|      | Anthony Lwanga   | Migcampista | 29   |         | AFC Leopards          |
|      | James Mbwabi     | Migcampista |      |         | Bandari               |
|      | Henry Nyandoro   | Migcampista | 22   |         | Shabana Kisii         |
|      | Sammy Omollo     | Migcampista | 21   |         | Tusker FC             |
|      | Alfayo Odongo    | Migcampista |      |         | Rivatex               |
|      | Elijah Koranga   | Davanter    |      |         | Transcom              |
|      | Henry Motego     | Davanter    | 27   |         | Al-Oruba              |
|      | Peter Mwololo    | Davanter    |      |         | Tusker FC             |
|      | Simon Ndungu     | Davanter    | 20   |         | Kisumu Postal         |
|      | Allan Odhiambo   | Davanter    |      |         | Gor Mahia             |
|      | David Odhiambo   | Davanter    | 24   |         | a l'Illa de la Reunió |
|      | Mike Okoth Origi | Davanter    | 24   |         | Tusker FC             |
| Ent. | Gerry Saurer     |             |      |         |                       |

## Grup B

### Camerun
| #    | Nom                      | Posició     | Edat | P. Sel. | Club               |
| ---- | ------------------------ | ----------- | ---- | ------- | ------------------ |
|      | William Andem            | Porter      | 23   |         | Olympic Mvolyé     |
|      | Joseph-Antoine Bell      | Porter      | 37   |         | AS Saint-Étienne   |
|      | Jacques Songo'o          | Porter      | 27   |         | SC Toulon          |
|      | Hans Agbo                | Defensa     | 24   |         | Prévoyance Yaoundé |
|      | Bertin Ebwelle           | Defensa     | 29   |         | Olympic Mvolyé     |
|      | Emmanuel Kundé           | Defensa     | 35   |         | Olympic Mvolyé     |
|      | Benjamin Massing         | Defensa     | 29   |         | Olympic Mvolyé     |
|      | Victor N'Dip-Akem        | Defensa     | 24   |         | Canon Yaoundé      |
|      | Jules Onana              | Defensa     | 24   |         | Canon Yaoundé      |
|      | Stephen Tataw            | Defensa     | 30   |         | Olympic Mvolyé     |
|      | Jacob Ewane              | Migcampista | 24   |         | Canon Yaoundé      |
|      | Roger Feutmba            | Migcampista | 23   |         | K.V. Kortrijk      |
|      | André Kana-Biyik         | Migcampista | 26   |         | Le Havre AC        |
|      | Emile Mbouh              | Migcampista | 25   |         | Benfica            |
|      | Louis-Paul Mfede         | Migcampista | 30   |         | Olympic Mvolyé     |
|      | Jean-Claude Pagal        | Migcampista | 27   |         | AS Saint-Étienne   |
|      | Guy Tapoko               | Migcampista | 23   |         | Stade Lavallois    |
|      | Érnest Ebongué           | Davanter    | 29   |         | Varzim S.C.        |
|      | Eugène Ekéké             | Davanter    | 31   |         | US Valenciennes    |
|      | Emmanuel Maboang Kessack | Davanter    | 29   |         | Portimonense S.C.  |
|      | Cyril Makanaky           | Davanter    | 26   |         | CD Málaga          |
|      | François Omam-Biyik      | Davanter    | 25   |         | AS Cannes          |
| Ent. | Philippe Redon           |             |      |         |                    |

### Zaire
| #    | Nom                       | Posició     | Edat | P. Sel. | Club                    |
| ---- | ------------------------- | ----------- | ---- | ------- | ----------------------- |
|      | Mpangi Merikani           | Porter      | 24   |         | Scom Mikishi Lubumbashi |
|      | Ngoie Taifan              | Porter      |      |         | FC Lupopo Lubumbashi    |
|      | Diankolo Tomisi           | Porter      |      |         | AS Vita Club            |
|      | John Buana N'Galula       | Defensa     | 23   |         | FC Boom                 |
|      | Kabwe Kasongo             | Defensa     | 21   |         | Lubumbashi Sports       |
|      | Epangala Lokose           | Defensa     | 27   |         | AS Vita Club            |
|      | Kasango Makongo           | Defensa     |      |         | TP Mazembe              |
|      | Mbaki Makengo             | Defensa     |      |         | Racing Jet Wavre        |
|      | Tshibindi Muya            | Defensa     |      |         | FC Lupopo Lubumbashi    |
|      | Danny Mansoni Ngombo      | Defensa     |      |         | Germinal Ekeren         |
|      | Lemba Basuala             | Migcampista | 26   |         | Vitoria Guimaraes       |
|      | Iyambo Mara Etshele       | Migcampista | 23   |         | GFCO Ajaccio            |
|      | Jacques Kinkomba Kingambo | Migcampista |      |         | K. Sint-Truidense V.V.  |
|      | Shimbula Mayanga          | Migcampista |      |         | TP Mazembe              |
|      | Kabeya Mukanya            | Migcampista | 23   |         | K.F.C. Lommel S.K.      |
|      | N'Dinga Mbote             | Migcampista | 25   |         | Vitoria Guimaraes       |
|      | Ekanza Simba              | Migcampista | 22   |         | AS Vita Club            |
|      | Tueba Menayane            | Migcampista | 28   |         | S.C. Farense            |
|      | Ngondola Assombalanga     | Davanter    |      |         | AS Bilima               |
|      | Mbala Henri Balenga       | Davanter    |      |         | K.A.A. Gent             |
|      | Andre Kona N'Gole         | Davanter    | 21   |         | Lubumbashi Sports       |
|      | Tchang Ngombe             | Davanter    |      |         | Troyes AC               |
| Ent. | Mukundi Kulala            |             |      |         |                         |

### Marroc
| #    | Nom                 | Posició     | Edat | P. Sel. | Club                 |
| ---- | ------------------- | ----------- | ---- | ------- | -------------------- |
|      | Khalil Azmi         | Porter      | 27   |         | Wydad Casablanca     |
|      | Abdelkader El Brazi | Porter      | 27   |         | FAR Rabat            |
|      | Badou Zaki          | Porter      | 32   |         | Real Mallorca        |
|      | Lahcen Abrami       | Defensa     | 22   |         | Wydad Casablanca     |
|      | Rachid Azzouzi      | Defensa     | 22   |         | MSV Duisburg         |
|      | Mouhcine Bouhlal    | Defensa     | 21   |         | FAR Rabat            |
|      | Abdelmajid Bouyboud | Defensa     | 25   |         | Wydad Casablanca     |
|      | Tahar El Khalej     | Defensa     | 23   |         | Kawkab Marrakech     |
|      | Jilal Fadel         | Defensa     | 27   |         | Wydad Casablanca     |
|      | Noureddine Naybet   | Defensa     | 21   |         | Wydad Casablanca     |
|      | Aziz Bouderbala     | Migcampista | 31   |         | Olympique Lyonnais   |
|      | Mohammed Chaouch    | Migcampista | 25   |         | FC Istres            |
|      | Rachid Daoudi       | Migcampista | 25   |         | Wydad Casablanca     |
|      | Hicham Dmaei        | Migcampista | 21   |         | Kawkab Marrakech     |
|      | Moudaka Mouloud     | Migcampista | 21   |         | Union de Sidi Kacem  |
|      | Driss Mrabet        | Migcampista |      |         | IR Tanger            |
|      | Khalid Raghib       | Migcampista | 22   |         | RS Settat            |
|      | Abdeslam Laghrissi  | Davanter    | 30   |         | Qatar                |
|      | Hassan Nader        | Davanter    | 26   |         | Real Mallorca        |
|      | Aziz Ouzougate      | Davanter    |      |         | Olympique Casablanca |
|      | Fakhreddine Rajhy   | Davanter    | 31   |         | Wydad Casablanca     |
|      | Said Rokbi          | Davanter    | 22   |         | RS Settat            |
| Ent. | Werner Olk          |             |      |         |                      |

## Grup C

### Costa d'Ivori
| #    | Nom                     | Posició     | Edat | P. Sel. | Club            |
| ---- | ----------------------- | ----------- | ---- | ------- | --------------- |
| 1    | Alain Gouaméné          | Porter      | 25   |         | Raja Casablanca |
|      | Ali Doumbia             | Porter      |      |         | Africa Sports   |
|      | Losseni Konaté          | Porter      | 29   |         | ASEC Abidjan    |
| 2    | Basile Aka Kouamé       | Defensa     | 28   |         | ASEC Abidjan    |
| 3    | Arsène Hobou            | Defensa     | 24   |         | ASEC Abidjan    |
| 5    | Sekana Diaby            | Defensa     | 23   |         | Sense equip     |
| 19   | Sam Abouo               | Defensa     | 18   |         | ASEC Abidjan    |
|      | Lassina Dao             | Defensa     | 20   |         | ASEC Abidjan    |
|      | Nagueu Lignon           | Defensa     | 23   |         | Africa Sports   |
|      | Alassane Ouatara        | Defensa     |      |         | Africa Sports   |
|      | Lué Rufin               | Defensa     | 23   |         | Africa Sports   |
| 7    | Saint-Joseph Gadji-Celi | Migcampista | 30   |         | ASEC Abidjan    |
| 14   | Lucien Kassi-Kouadio    | Migcampista | 28   |         | ASEC Abidjan    |
| 15   | Didier Otokoré          | Migcampista | 22   |         | AJ Auxerre      |
| 17   | Serge-Alain Maguy       | Migcampista | 21   |         | Africa Sports   |
| 21   | Donald-Olivier Sie      | Migcampista | 21   |         | ASEC Abidjan    |
|      | Oumar Ben Salah         | Migcampista |      |         | Le Mans UC72    |
| 9    | Joël Tiéhi              | Davanter    | 27   |         | Le Havre AC     |
| 10   | Abdoulaye Traoré        | Davanter    | 24   |         | ASEC Abidjan    |
| 13   | Moussa Traoré           | Davanter    | 20   |         | Olympique Alès  |
|      | Eugène Yago             | Davanter    |      |         | Africa Sports   |
|      | Youssouf Falikou Fofana | Davanter    | 25   |         | AS Monaco FC    |
| Ent. | Yeo Martial             |             |      |         |                 |

### Congo
| #    | Nom                      | Posició     | Edat | P. Sel. | Club                      |
| ---- | ------------------------ | ----------- | ---- | ------- | ------------------------- |
| 1    | Christian Brice Samba    | Porter      |      |         | Diables Noirs             |
|      | Bruno Matingou Mouanga   | Porter      |      |         | Sense equip               |
|      | Ambroise Ngoya           | Porter      | 27   |         | CARA Brazzaville          |
| 5    | Laurent Nsombi           | Defensa     |      |         | Diables Noirs             |
| 9    | Maurice Ntounou          | Defensa     | 19   |         | Kotoko M'Foa              |
| 13   | Célestin Mouyabi         | Defensa     | 34   |         | Sense equip               |
| 17   | Florent Baloki           | Defensa     | 20   |         | Diables Noirs             |
|      | Appolinaire Bouketo      | Defensa     |      |         | Patronage Brazzaville     |
|      | Pierre Kallet Mbongo     | Defensa     |      |         | Inter Club Brazzaville    |
|      | Yvon Okemba              | Defensa     | 25   |         | Inter Club Brazzaville    |
| 6    | Simplice Nzamba          | Migcampista |      |         | Sense equip               |
| 10   | Jean-Jacques Ndomba      | Migcampista | 32   |         | Chamois Niortais FC       |
| 12   | Sylvain Moukassa         | Migcampista | 18   |         | Diables Noirs             |
| 14   | Icertain Tsoumou         | Migcampista |      |         | Inter Club Brazzaville    |
|      | Godfrey Gaylor Bongo     | Migcampista |      |         | Inter Club Brazzaville    |
|      | Jean-Claude Mbemba       | Migcampista |      |         | Vasas Budapest            |
|      | Jean-Michel Mbemba       | Migcampista |      |         | AS Cherbourg              |
|      | Cesaire Babyllas Malonga | Davanter    |      |         | Sense equip               |
| 11   | Pierre Tchibota-Zaou     | Davanter    | 23   |         | AS Cheminots Pointe Noire |
| 15   | Anges Ngapy              | Davanter    | 28   |         | R.F.C. Seraing            |
|      | Aristide Amouzoud        | Davanter    |      |         | Étoile du Congo           |
|      | François Makita          | Davanter    | 28   |         | RC Épernay Champagne      |
| Ent. | Noël-Pepe Minga          |             |      |         |                           |

### Algèria
| #    | Nom                | Posició     | Edat | P. Sel. | Club                |
| ---- | ------------------ | ----------- | ---- | ------- | ------------------- |
|      | Kamel Kadir        | Porter      |      |         | MC Alger            |
|      | Mounir Laouer      | Porter      |      |         | MO Constantine      |
|      | Antar Osmani       | Porter      | 31   |         | ES Sétif            |
|      | Kamel Adjas        | Defensa     |      |         | ES Sétif            |
|      | Omar Belatoui      | Defensa     | 22   |         | MC Oran             |
|      | Ali Benhalima      | Defensa     | 29   |         | UE Lleida           |
|      | Fodil Megharia     | Defensa     | 30   |         | Club Africain       |
|      | Mourad Rahmouni    | Defensa     |      |         | JS Kabylie          |
|      | Liazid Sandjak     | Defensa     | 25   |         | Paris SG            |
|      | Mohamad Tribeche   | Defensa     |      |         | ES Sétif            |
|      | Cherif El Ouazani  | Migcampista | 24   |         | Aydınspor 1923      |
|      | Rabah Madjer       | Migcampista | 23   |         | Qatar SC            |
|      | Mahieddine Meftah  | Migcampista | 23   |         | JS Kabylie          |
|      | Moussa Saïb        | Migcampista | 22   |         | JS Kabylie          |
|      | Ali Bouafia        | Davanter    | 27   |         | Olympique Lyonnais  |
|      | Nacer Bouiche      | Davanter    | 28   |         | Red Star Saint-Ouen |
|      | Youssef Haraoui    | Davanter    | 26   |         | Slovan Bratislava   |
|      | Hakim Medane       | Davanter    | 25   |         | F.C. Famalicão      |
|      | Djamel Menad       | Davanter    | 31   |         | F.C. Famalicão      |
|      | Mohamed Rahem      | Davanter    | 21   |         | USM El Harrach      |
| Ent. | Abdelhamid Kermali |             |      |         |                     |

## Grup D

### Ghana
| #    | Nom                    | Posició     | Edat | P. Sel. | Club                   |
| ---- | ---------------------- | ----------- | ---- | ------- | ---------------------- |
| 1    | Edward Ansah           | Porter      |      |         | Ashanti Gold SC        |
| 16   | Salifuh Ansah          | Porter      | 28   |         | Hearts of Oak          |
|      | Abubakari Damba        | Porter      |      |         | Great Olympics         |
| 2    | Anthony Baffoe         | Defensa     | 26   |         | Fortuna Düsseldorf     |
| 3    | Kwasi Appiah           | Defensa     |      |         | Asante Kotoko          |
| 5    | Nil Darko Ankrah       | Defensa     |      |         | Great Olympics         |
| 14   | Emmanuel Armah         | Defensa     | 23   |         | Hearts of Oak          |
| 19   | Emmanuel Ampeah        | Defensa     |      |         | Asante Kotoko          |
| 20   | Isaac Asare            | Defensa     | 17   |         | R.S.C. Anderlecht      |
| 21   | Stephen Frimpong Manso | Defensa     | 31   |         | Asante Kotoko          |
| 4    | Mohammed Gargo         | Migcampista | 26   |         | Torino Calcio          |
| 6    | Samuel Opoku Nti       | Migcampista | 30   |         | FC Glarus              |
| 8    | Nii Lamptey            | Migcampista | 27   |         | R.S.C. Anderlecht      |
| 10   | Abedi Pelé             | Migcampista | 29   |         | Olympique de Marseille |
| 17   | Stanley Aborah         | Migcampista | 22   |         | Austria Wien           |
| 9    | Anthony Yeboah         | Davanter    | 35   |         | Eintracht Frankfurt    |
| 11   | Ali Ibrahim Pelé       | Davanter    |      |         | SG Wattenscheid 09     |
| 13   | Richard Naawu          | Davanter    |      |         | Waldhof Mannheim       |
| 15   | Prince Polley          | Davanter    | 22   |         | Germinal Ekeren        |
|      | Koffi Abrey            | Davanter    |      |         | Great Olympics         |
|      | Sarfo Gyamfi           | Davanter    |      |         | FC Swarovski Tirol     |
|      | Yaw Preko              | Davanter    | 17   |         | R.S.C. Anderlecht      |
| Ent. | Otto Pfister           |             |      |         |                        |

### Zàmbia
| #    | Nom                 | Posició     | Edat | P. Sel. | Club                 |
| ---- | ------------------- | ----------- | ---- | ------- | -------------------- |
|      | David Chabala       | Porter      | 31   |         | Argentinos Juniors   |
|      | Richard Mwanza      | Porter      | 32   |         | Kabwe Warriors       |
|      | Stephen Zimba       | Porter      |      |         | Nchanga Rangers      |
|      | Whiteson Changwe    | Defensa     | 27   |         | Kabwe Warriors       |
|      | Samuel Chomba       | Defensa     | 28   |         | Kabwe Warriors       |
|      | Ashious Melu        | Defensa     | 34   |         | Àustria              |
|      | Eston Mulenga       | Defensa     | 24   |         | Nkana Red Devils     |
|      | John Soko           | Defensa     | 23   |         | Power Dynamos        |
|      | Robert Watiyakeni   | Defensa     |      |         | Power Dynamos        |
|      | Patrick Banda       | Migcampista | 17   |         | Profound Warriors    |
|      | Wisdom Mumba Chansa | Migcampista | 27   |         | Power Dynamos        |
|      | Harrison Chongo     | Migcampista | 22   |         | Mufulira Wanderers   |
|      | Derby Makinka       | Migcampista | 26   |         | Profound Warriors    |
|      | Linos Makwaza       | Migcampista | 26   |         | Power Dynamos        |
|      | Mwenya Matete       | Migcampista |      |         | Konkola Blades       |
|      | Maybin Mugaiwa      | Migcampista |      |         | Kabwe Warriors       |
|      | Kalusha Bwalya      | Davanter    | 28   |         | PSV Eindhoven        |
|      | Beston Chambeshi    | Davanter    | 31   |         | Nkana Red Devils     |
|      | Webster Chikabala   | Davanter    | 26   |         | Eendracht Aalst      |
|      | Gibby Mbasela       | Davanter    | 29   |         | Nkana Red Devils     |
|      | Pearson Mwanza      | Davanter    | 24   |         | Al-Mokawloon al-Arab |
|      | Timothy Mwitwa      | Davanter    | 23   |         | Kabwe Warriors       |
| Ent. | Samuel Ndlovu       |             |      |         |                      |

### Egipte
| #    | Nom                  | Posició     | Edat | P. Sel. | Club                    |
| ---- | -------------------- | ----------- | ---- | ------- | ----------------------- |
|      | Saafane El-Saghir    | Porter      |      |         | Ismaily SC              |
|      | Khaled Moustafa      | Porter      |      |         | Al-Ittihad Al-Iskandary |
|      | Ahmed Shobair        | Porter      | 31   |         | Al-Ahly                 |
|      | Gamal Fawzy          | Defensa     | 25   |         | Ismaily SC              |
|      | Ibrahim Hassan       | Defensa     | 25   |         | Neuchâtel Xamax         |
|      | Ayman Ragab          | Defensa     |      |         | Ismaily SC              |
|      | Ahmed Ramzy          | Defensa     | 24   |         | Al-Zamalek              |
|      | Hany Ramzy           | Defensa     | 22   |         | Neuchâtel Xamax         |
|      | Hesham Yakan         | Defensa     | 29   |         | Al-Zamalek              |
|      | Rabih Yassine        | Defensa     | 31   |         | Al-Ahly                 |
|      | Mohamed Azima        | Migcampista | 23   |         | Eintracht Braunschweig  |
|      | Magdi Abdelghani     | Migcampista | 32   |         | Beira Mar               |
|      | Ahmed El-Kass        | Migcampista | 26   |         | Al-Olympi               |
|      | Ashraf Kasem         | Migcampista | 25   |         | Al-Zamalek              |
|      | Tarek Soliman        | Migcampista | 29   |         | Al-Masry                |
|      | Magdy Tolba          | Migcampista | 27   |         | PAOK FC                 |
|      | Ismail Youssef       | Migcampista | 27   |         | Al-Zamalek              |
|      | Gamal Abdelhamid     | Davanter    | 34   |         | Al-Zamalek              |
|      | Mohamed Abou Gerefha | Davanter    |      |         | Ismaily SC              |
|      | Esayed Eid           | Davanter    |      |         | Al-Masry                |
|      | Khaleed Eid          | Davanter    |      |         | Ghazl Al-Mehalla        |
|      | Hossam Hassan        | Davanter    | 25   |         | Neuchâtel Xamax         |
| Ent. | Mahmoud El-Gohary    |             |      |         |                         |